# Lytta rubrinota
Lytta rubrinota là một loài bọ cánh cứng trong họ Meloidae. Loài này được Tan miêu tả khoa học năm 1981.